# Kutschenmuseum
Kutschenmuseum nennt man ein Museum, das sich auf historische Kutschen spezialisiert. Die folgende Liste gibt einen Überblick zu Kutschensammlungen in aller Welt, einschließlich bedeutender Bestände in allgemeineren Museen.
Ein speziellerer Begriff ist Marstallmuseum, das umfasst den gesamten herrschaftlichen Fuhrpark mitsamt Schlitten und ähnlichen mit Tierkraft gezogenen Fahrzeugen, Anspannungen, Kutscherlivrées, sowie Sänften, Sättel, und sonstigen mit einem Marstall assoziierten Objekten.
Sammlungen historischer Kutschen finden sich insbesondere auch in Technischen Museen und Verkehrsmuseen, in Museen zum Pferdewesen, oder vielen anderen Museen mit historischen Abteilungen zu Manufaktur und Gesellschaft, sowie oft in musealen Remisen (Garagen).

## Liste von Kutschenmuseen

### Ägypten
- Royal Carriages Museum, Bulaq, mit einer Dependance in der Zitadelle von Saladin, Kairo[1]

### Dänemark
- Stallungen und Kutschenmuseum Christiansborg, Kopenhagen

### Deutschland
- Kutschenmuseum im Jagdschloss Augustusburg, Sachsen
- Schloss Bruchhausen bei Olsberg im Sauerland, Nordrhein-Westfalen
- Museum für Kutschen, Chaisen, Karren in Heidenheim an der Brenz
- Hessisches Landgestüt Dillenburg
- Kutschenmuseum Hinterstein im Allgäu
- Zugpferdemuseum im Annenhof in Lütau, Schleswig-Holstein
- Marstallmuseum Nymphenburg in München, Bayern
- Marstallmuseum Thurn und Taxis im Schloss St. Emmeram in Regensburg, Bayern
- Marstallmuseum Schloss Neuhaus im Schloss Neuhaus in Paderborn, Nordrhein-Westfalen
- Fürstlicher Marstall Schloss Rheda in Rheda-Wiedenbrück, Nordrhein-Westfalen
- Marstallmuseum Salem in der Reichsabtei Salem in Salem, Baden-Württemberg
- Kutschenmuseum Schwabsoien, Oberbayern
- Marstallmuseum Sigmaringen im Schloss Sigmaringen in Sigmaringen, Baden-Württemberg
- Mecklenburgisches Kutschenmuseum in Kobrow, Mecklenburg-Vorpommern
- Museum im Gsotthaber Hof (Rottach-Egern)

### Frankreich
- Galerie des Carrosses der Grande Écurie (Marstall) beim Schloss Versailles – Fuhrpark der französischen Residenz
- Schloss Vaux-le-Vicomte in Maincy, bei Melun, Seine-et-Marne, Île-de-France

### Italien, mit Vatikan
- Museo delle Carrozze im Palazzo Pitti, Florenz, Toskana
- Museo delle Carrozze in Catanzaro, Kalabrien
- Museo delle Carrozze d’Epoca in Rom-Cecchignola
- Padiglione delle Carrozze (Kutschenpavillon) im Museo Storico Vaticano (Historisches Museum, Teil der Vatikanischen Museen), Rom/Vatikan – Fuhrpark des heiligen Stuhls
- Museo delle Carrozze in Neapel, Kampanien
- Museo delle Carrozze in Santa Maria Capua Vetere, Caserta, Kampanien
- Kutschenmuseum Villa di Maser, Maser (Venetien)

### Kanada
- Remington Carriage Museum, Cardston, Alberta – mit 240 Kutschen eine der umfangreichsten Sammlungen weltweit

### Österreich
- Kutschen- und Schlittenmuseum Gruber, Großraming, Oberösterreich (Privatsammlung)[2]
- Kutschenmuseum Laa an der Thaya, Niederösterreich[3]
- Wagenburg in Schloss Schönbrunn, Wien (Abteilung des Kunsthistorischen Museums Wien) – Fuhrpark der Habsburgerresidenz, mit Monturdepot (alte Bestände der Hofstallungen)
- Kutschensammlung Dr. Günter Nebel, große Auswahl an Modellvarianten von Luxuswägen aus der Zeit der österreichisch-ungarischen Monarchie, 1220 Wien, Metastadt

### Polen
- Schloss Kozłówka, Kozłówka, Lublin
- Schloss Łańcut, Łańcut, Karpatenvorland
- Jagd- und Reitereimuseum in Warschau

### Portugal
- Museu Nacional dos Coches im Palácio Nacional de Belém, Lissabon – Fuhrpark und Marstall der portugiesischen Könige
- Museu de Carros de Cavalos in der Quinta da Bouça, Santa Leocádia de Geraz do Lima

### Russland

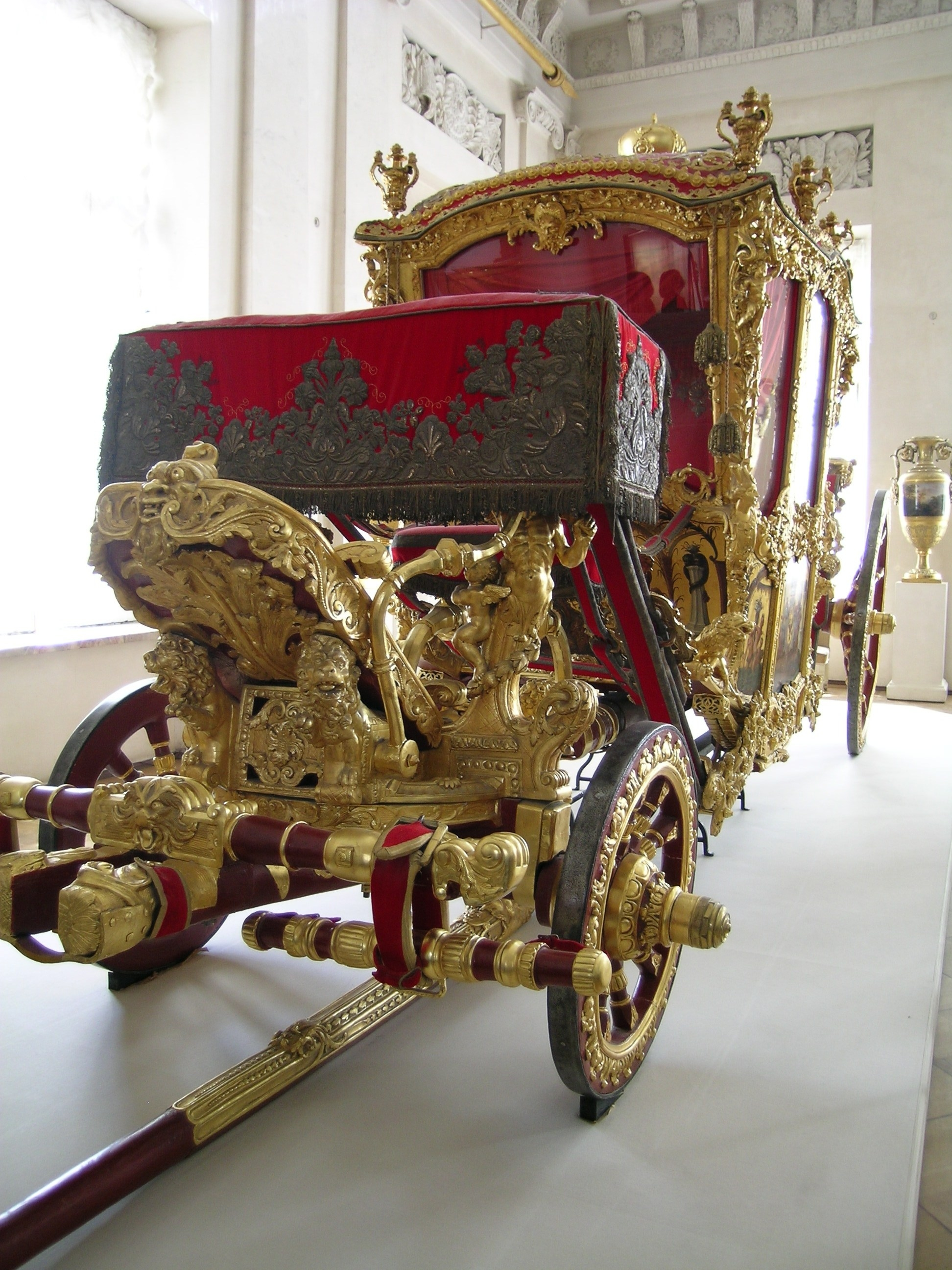
Staatskarosse von Katharina II. (Eremitage St. Petersburg)

- Rüstkammer des Moskauer Kremls – Fuhrpark des Zarenhofs
- Eremitage, St. Petersburg

### Schweiz
- Historisches Museum Basel

### Spanien
- Museo del Arriero. Colección Antoni Ros, Igualada, Katalonien

### Thailand
- Königliches Kutschenmuseum (Royal Carriage Museum) im Dusit-Park, Dusit, Bangkok[4]

### Tschechien
- Schloss Ctěnice bei Prag

### Türkei
- Tofaş Anadolu Arabaları Müzesi (Tofaş Museum of Cars and Anatolian Carriages), Bursa

### Ungarn
- Bábolna Nemzeti Ménesbirtok, Komárom-Esztergom – ungarisches Nationalgestüt

### Vereinigtes Königreich
- Royal Mews, Buckingham Palace, London (Teil der Royal Collection) – Fuhrpark des englischen Königshauses[5]

### Vereinigte Staaten
- Shelburne Museum bei Burlington, Vermont